# Anoscopus albiger
Anoscopus albiger är en insektsart som beskrevs av Ernst Friedrich Germar 1821. Anoscopus albiger ingår i släktet Anoscopus och familjen dvärgstritar. Arten är reproducerande i Sverige. Inga underarter finns listade i Catalogue of Life.